# Crislan
Crislan Henrique da Silva de Sousa est un footballeur brésilien né le 13 mars 1992 à Teresina. Il évolue au poste d'attaquant.

## Biographie
Crislan joue au Brésil, au Portugal et au Japon.
Il joue deux matchs en Copa Libertadores avec l'Atlético Paranaense, et cinq matchs en Ligue Europa avec le SC Braga, inscrivant un but.
Il inscrit huit buts en première division japonaise en 2017.